# Gabu (ville)
Pour les articles homonymes, voir Gabu.
Gabu est une ville de Guinée-Bissau, située dans la région de Gabu.